# Giacomo Berengario da Carpi
Giacomo Berengario da Carpi, właśc. Giacomo Barigazzi (ur. ok. 1460 w Carpi, zm. 24 listopada 1530 w Ferrarze) – włoski lekarz i anatom, profesor Uniwersytetu Bolońskiego w latach 1502–1527.

## Życiorys
Giacomo Berengario da Carpi był jednym z pięciorga dzieci Faustino Barigazziego, chirurga z Carpi. Wykształcenie w dziedzinie anatomii i chirurgii zdobył u ojca oraz – być może – u Aldusa Manutiusa, który przebywał w Carpi w latach 1469–1477 jako nauczyciel dzieci Lionella Pio. Uczył się także w Ferrarze i Bolonii, a następnie podjął studia medyczne w Bolonii pod kierunkiem Girolamo Manfrediego, Lionello dei Vittoriego, Gabriele Zerbiego i Alessandro Achilliniego. Studia ukończył 4 sierpnia 1489 roku.
Następujący po ukończeniu studiów okres jego życia jest całkowicie nieznany. Pierwszym znanym wydarzeniem po tej przerwie jest przyjęcie pracy na ukończonym przez siebie wydziale, nastąpiło to na początku XVI wieku. Możliwe jest, że okres pomiędzy ukończeniem studiów i przyjęciem posady na uczelni spędził w Carpi jako współpracownik ojca. Przypuszczalnie pracował też jako chirurg wojskowy. W 1502 roku przyjął posadę na Uniwersytecie Bolońskim i był jednym z czterech pracowników uczelni, którzy nie mieli obywatelstwa bolońskiego. Wiadomo, że został zatrudniony ze względu na swoje wysokie umiejętności. Obywatelstwo uzyskał cztery lata później, po interwencji papieża Juliusza II, a w 1508 roku władze bolońskie powierzyły mu zwalczanie trawiącej miasto epidemii.

Isagogae

Berengario cieszył się dużą popularnością jako nauczyciel, pomimo kłótliwego charakteru. O dużej popularności świadczą archiwa uczelniane, wskazujące na dużą liczbę studentów uczęszczających na jego zajęcia i małą u drugiego z prowadzących zajęcia z chirurgii. W okresie rządów papieża Juliusza II był wzywany do Rzymu na konsultacje medyczne, często był wzywany także na życzenie papieża Leona X, co uniemożliwiło mu normalną pracę na uczelni. Berengario często służył pomocą rodowi Medyceuszów, w zamian za co cieszył się ich patronatem i protekcją. W 1514 roku Berengario wydał ponad dwustuletnią wówczas pracę Mondino da Luzziego Anothomia Mundini noviter impressa ac per Carpum castigata. W 1517 roku Berengario był jednym z lekarzy wezwanych do opieki pooperacyjnej nad Wawrzyńcem Wspaniałym, który został ranny w bitwie. Doświadczenia z tego okresu zebrał w księdze Tractatus de fractura calvae sive cranei (1518) i zadedykował ją niedawnemu pacjentowi.
W latach 20. XVI wieku zainteresował się głównie anatomią, której poświęcił Commentaria cum amplissimis additionibus super anatomia Mundini cum textu eiusdem in pristimum &verum nitorem redacto. Księga została zadedykowana kardynałowi Giulio de’ Medici, późniejszemu papieżowi Klemensowi VII. Berengario nie tylko opisał nowe fakty w dziedzinie anatomii, ale też polemizował z autorami starożytnymi, głównie z Galenem. W Commentaria został zawarty także pierwszy opis wyrostka robaczkowego, choć nazwę tę nadał mu dopiero Vidus Vidius. Berengario opisał także budowę nerki, zaprzeczył wówczas jakoby jedną z części nerki było sito odcedzające mocz i skrytykował byłego nauczyciela Gabriele Zerbiego, który opisał obserwację takiego sita.
Praca ta zawiera także opis męskich i żeńskich narządów rozrodczych oraz procesu rozmnażania. Była to wówczas najbardziej szczegółowa praca w tym zakresie w historii medycyny. Berengario jako pierwszy zwrócił uwagę na większą pojemność miednicy kobiecej niż męskiej, obalił średniowieczne przekonanie o istnieniu podziału macicy na siedem komór, zaprzeczył poglądom Galena, jakoby pępowina zawierała dwie żyły. Berengario zawarł także opis budowy krtani, w tym dwie z obecnych tam chrząstek opisał po raz pierwszy, on także zwrócił uwagę na istnienie trzech płatów w prawym płucu i dwóch w lewym. Berengario badał także osierdzie i stwierdził, że płyn osierdziowy występuje w nim przez cały czas.
Próbował także pogodzić poglądy Arystotelesa o trzykomorowości serca z poglądami Galena o jego dwukomorowości (zob. budowa serca człowieka). W efekcie zawarł w swojej księdze zdanie, iż trzecia komora występuje w przegrodzie serca. Prawidłowo opisał natomiast aortę jako wstępujące naczynie wychodzące z lewej komory serca, jednak popełnił błędy w opisie tętnicy płucnej i żyły płucnej. W swoim opisie czaszki jako pierwszy zwrócił uwagę na istnienie zatoki klinowej. Opisał także młoteczek i kowadełko, pominął natomiast strzemiączko.
W 1525 roku papież Klemens VII polecił mu wyjazd do Piacenzy, gdzie miał opiekować się kondotierem Giovannim dalle Bande Nere, który został ranny w bitwie. W następnym roku spędził kilka miesięcy w Rzymie, opiekując się kardynałem Pompeo Colonną i według Giorgio Vasariego został opłacony obrazem Św. Jan Chrzciciel na pustyni Rafaela.
Prawdopodobnie zmarł 24 listopada 1530 roku i został pochowany w kościele św. Franciszka w Ferrarze, ale data i miejsce pochówku nie są pewne.